# Boris Gałczew
Boris Petrow Gałczew (bułg. Борис Петров Галчев, ur. 31 października 1983 w Razłogu) – piłkarz bułgarski grający na pozycji pomocnika. Od 2014 roku jest zawodnikiem klubu CSKA Sofia.

## Kariera klubowa
Swoją karierę piłkarską Gałczew rozpoczął w klubie PFC Pirin Błagojewgrad. W sezonie 2005/2006 zadebiutował w nim w pierwszej lidze bułgarskiej. W latach 2006–2008 grał w drugiej lidze, a w 2008 roku został zawodnikiem nowo powstałego klubu Pirin Błagojewgrad. W Pirinie występował do końca 2009 roku.
W 2010 roku Gałczew przeszedł do CSKA Sofia. Swój debiut w nim zanotował 6 marca 2010 w zremisowanym 0:0 wyjazdowym meczu z Beroe Stara Zagora. W sezonie 2010/2011 zdobył z CSKA Puchar Bułgarii. W CSKA grał do zakończenia sezonu 2011/2012.
Latem 2012 roku Gałczew podpisał kontrakt z rumuńskim Dinamem Bukareszt. W Dinamie swój debiut zanotował 17 sierpnia 2012 w zremisowanym 0:0 wyjazdowym meczu z Concordią Chiajna.
Na początku 2013 roku Gałczew przeszedł do Botewu Płowdiw.
| Sezon   | Klub               | Kraj     | Rozgrywki | Mecze | Bramki |
| ------- | ------------------ | -------- | --------- | ----- | ------ |
| 2005/06 | Pirin Błagojewgrad | Bułgaria | A PFG     | ?     | ?      |
| 2006/07 | Pirin Błagojewgrad | Bułgaria | B PFG     | ?     | ?      |
| 2007/08 | Pirin Błagojewgrad | Bułgaria | B PFG     | ?     | ?      |
| 2008/09 | Pirin Błagojewgrad | Bułgaria | A PFG     | 12    | 1      |
| 2009/10 | Pirin Błagojewgrad | Bułgaria | A PFG     | 15    | 1      |
| 2009/10 | CSKA Sofia         | Bułgaria | A PFG     | 9     | 0      |
| 2010/11 | CSKA Sofia         | Bułgaria | A PFG     | 22    | 1      |
| 2011/12 | CSKA Sofia         | Bułgaria | A PFG     | 29    | 2      |
| 2012/13 | Dinamo Bukareszt   | Rumunia  | Liga I    | 4     | 0      |
| 2012/13 | Botew Płowdiw      | Bułgaria | A PFG     | 13    | 1      |
| 2013/14 | Botew Płowdiw      | Bułgaria | A PFG     | 17    | 1      |
| 2013/14 | CSKA Sofia         | Bułgaria | A PFG     |       |        |

## Kariera reprezentacyjna
W reprezentacji Bułgarii Gałczew zadebiutował 29 maja 2012 roku w przegranym 0:2 towarzyskim spotkaniu z Turcją, rozegranym w Wals-Siezenheim.